# Hyla arenicolor
Hyla arenicolor là một loài ếch trong họ Nhái bén. Loài này sinh sống ở các vùng núi đá phía nam Hoa Kỳ, đặc biệt là ở các bang New Mexico và Arizona, cũng như ở các vùng lân cận Utah, Colorado và Texas và các bang của Mexico: Michoacan, bang Mexico, Guanajuato, Guerrero và Oaxaca.

## Hình ảnh

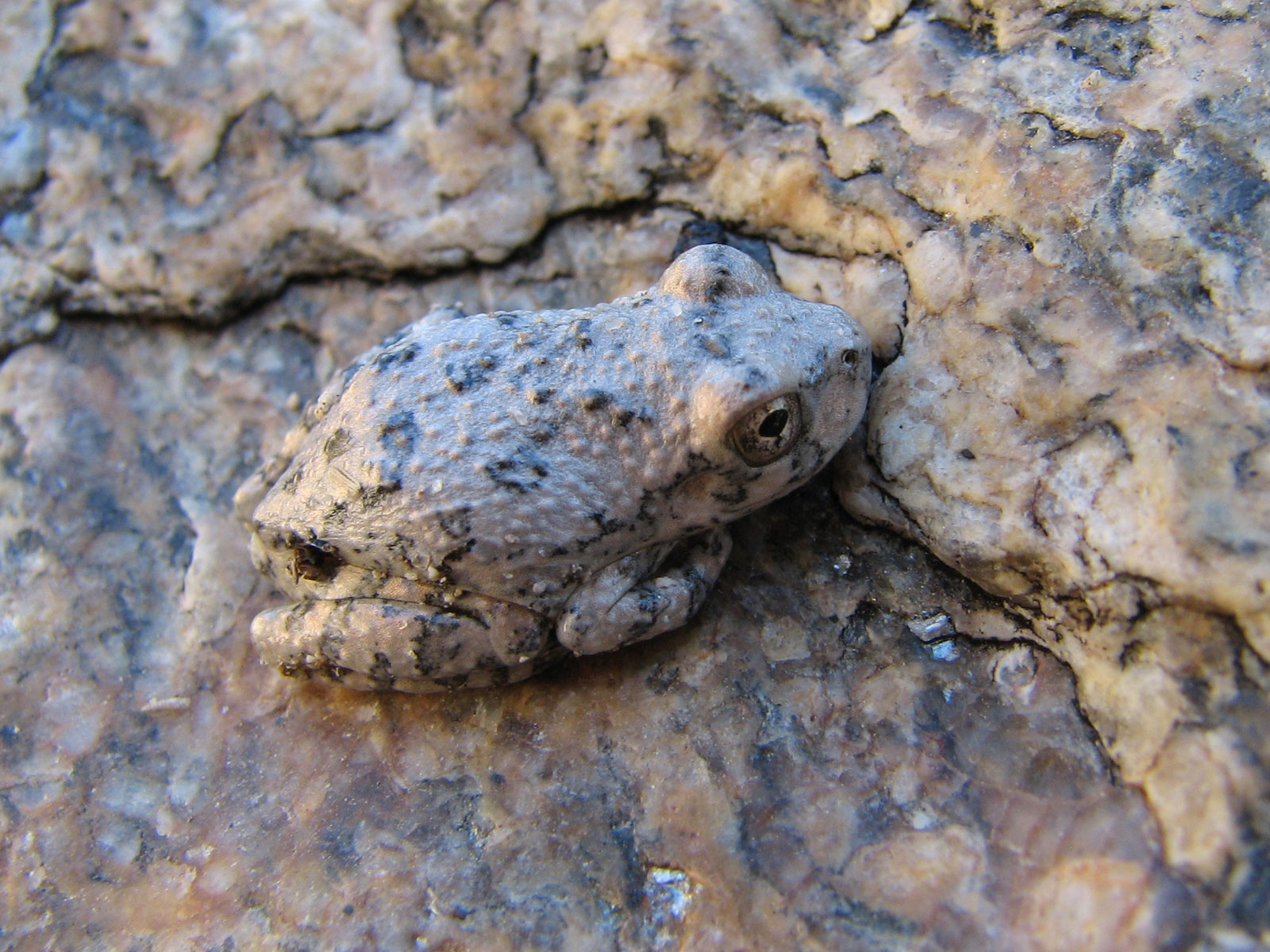